# La Chevrolière
La Chevrolière är en kommun i departementet Loire-Atlantique i regionen Pays de la Loire i nordvästra Frankrike. Kommunen ligger i kantonen Saint-Philbert-de-Grand-Lieu som tillhör arrondissementet Nantes. År 2022 hade La Chevrolière 6 342 invånare.

## Befolkningsutveckling
Antalet invånare i kommunen La Chevrolière
| Referens: INSEE |